# Pałac w Drzeniowie
Pałac w Drzeniowie – zabytkowy pałac we wsi Drzeniów, w powiecie słubickim na terenie województwa lubuskiego.
Projektant oraz dokładna data wzniesienia dworu nie są znane.